# Sisakos bíbic
A sisakos bíbic (Vanellus tectus) a madarak osztályának lilealakúak (Charadriiformes) rendjébe, ezen belül a lilefélék (Charadriidae) családjába tartozó faj.

## Rendszerezése
A fajt Pieter Boddaert holland orvos és ornitológus írta le 1783-ban, a Charadrius nembe Charadrius tectus néven. Sorolják a Hoplopterus nembe Hoplopterus tectus néven is.

## Alfajai
- Vanellus tectus latifrons (Reichenow, 1881)
- Vanellus tectus tectus (Boddaert, 1783)[1]

## Előfordulása
Afrika középső részén, Benin, Burkina Faso, Kamerun, a Közép-afrikai Köztársaság, Csád, Elefántcsontpart, Eritrea, Etiópia, Gambia, Ghána, Guinea, Bissau-Guinea, Kenya, Mali, Mauritánia, Niger, Nigéria, Szenegál, Szomália, Szudán, Tanzánia, Togo és Uganda területén honos.
Természetes élőhelyei a sivatagok, füves puszták, szavannák, és cserjések, folyók és patakok környékén, vidéki kertek és városias régió. Állandó, nem vonuló faj.

## Megjelenése
Testhossza 31 centiméter, testtömege 99-120 gramm.

## Életmódja
Rovarokkal táplálkozik.

## Szaporodása
|  |

## Természetvédelmi helyzete
Az elterjedési területe rendkívül nagy, egyedszáma pedig ismeretlen. A Természetvédelmi Világszövetség Vörös listáján nem fenyegetett fajként szerepel.